# Neta Lavi
Neta Lavi (hebräisch נטע לביא; * 25. August 1996 in Ramat HaSchofet) ist ein israelisch-portugiesischer Fußballspieler.

## Karriere

### Verein
Neta Lavi erlernte das Fußballspielen in der Jugendmannschaft von Maccabi Haifa. Hier unterschrieb er am 1. Juli 2015 seinen ersten Vertrag. Der Verein aus Haifa spielte in der ersten israelischen Liga, der Ligat ha’Al. 2020 und 2021 wurde er mit Haifa israelischer Meister. Den israelischen Pokal gewann er mit dem Verein 2016. Den Supercup gewann er mit Haifa 2021. Nach 197 Ligaspielen, in denen er sieben Tore erzielen konnte, wechselte er im Januar 2023 nach Japan. Hier unterschrieb er einen Vertrag beim Erstligisten Gamba Osaka.

### Nationalmannschaft
Neta Lavi spielte von 2013 bis 2018 in verschiedenen Juniorennationalmannschaften von Israel. Seit 2016 spielt er ebenfalls für die israelische Nationalmannschaft. Sein Debüt gab er am 31. Mai 2016 in einem Freundschaftsspiel gegen Serbien. Bei dem Spiel, das in Novi Sad im Stadion Karađorđe stattfand, wurde er in der 70. Minute für Bibras Natcho eingewechselt. Serbien gewann das Spiel 3:1.

## Erfolge
Maccabi Haifa
- Israelischer Meister: 2021, 2022
- Israelischer Pokalsieger: 2016
- Israelischer Superpokalsieger: 2021